# 蔚州 (西魏)
蔚州，中国北朝时设置的州。
西魏大统六年（540年）在洛蟠城置蔚州，治所在今甘肃省合水县西华池，下辖北地郡，北地郡下辖彭阳县、襄乐县。北周平北齐后废除蔚州。 